# Noriko Anno
Noriko Anno (阿武 教子?, Anno Noriko; 23 maggio 1976) è un'ex judoka giapponese.
Ha partecipato a tre edizioni dei giochi olimpici (1996, 2000 e 2004) conquistando una medaglia ad Atene 2004.

## Palmarès
Olimpiadi
- 1 medaglia:
  - 1 oro (78 kg femminile a Atene 2004)

Mondiali
- 4 medaglie:
  - 4 ori (72 kg a Parigi 1997; 78 kg a Birmingham 1999; 78 kg a Monaco di Baviera 2001; 78 kg a Osaka 2003)

Giochi asiatici
- 1 medaglia:
  - 1 oro (Hiroshima 1994)

Universiadi
- 1 medaglia:
  - 1 oro (Fukuoka 1995)